# بيتر شاندلير (موظف مدني)
بيتر شاندلير (بالإنجليزية: Peter Chandler)‏ هو موظف مدني أسترالي، ولد في 18 يوليو 1965 في مدينة سوان هيل في أستراليا.